# Pine Hut Creek
Pine Hut Creek est un ruisseau en Australie.  Il est situé dans l'État d' Australie-Méridionale, à environ 72 kilomètres au nord-est de la capitale de l'État, Adélaïde. Avec Pine Hut Plain, les lieux sont chargés d'histoire et riches d'un passé culturels dans ces contrées situées au sud du canton dans la localité de Sedan.
Les environs de Pine Hut Creek sont principalement des paysages de brousse ouverte.  La zone autour de Pine Hut Creek est presque inhabitée, avec moins de deux habitants par mile carré.  Les précipitations annuelles moyennes sont de 419 millimètres. Le mois le plus humide est juillet, avec une moyenne de 68 mm de précipitations , et le plus sec est décembre, avec 8 mm de précipitations.